# Tulum, Quintana Roo
Tulum är en ort i Mexiko.   Den ligger i kommunen Tulum och delstaten Quintana Roo, i den östra delen av landet, 1 200 km öster om huvudstaden Mexico City. Tulum ligger 5 meter över havet och antalet invånare är 8 390.
Terrängen runt Tulum är mycket platt. Havet är nära Tulum åt sydost.  Tulum är det största samhället i trakten. I omgivningarna runt Tulum växer i huvudsak städsegrön lövskog.